# ماری ریچاردسون
ماری ریچاردسون (انگلیسی: Marie Richardson؛ زادهٔ ۶ ژوئن ۱۹۵۹) هنرپیشه اهل سوئد است. از فیلم‌هایی که وی در آن نقش داشته است می‌توان به چشمان کاملاً بسته، در حضور یک دلقک، بی‌وفا و بهترین نیات اشاره کرد.